# Vyšní Lhoty
Vyšní Lhoty település Csehországban, a Frýdek-místeki járásban. Vyšní Lhoty Komorní Lhotka, Nižní Lhoty, Dobratice, Raškovice, Pražmo és Morávka településekkel határos. Lakosainak száma 884 fő (2024. január 1.).

## Népesség
A település lakosságának változását az alábbi diagram mutatja:
| Lakosok száma | 1263 | 1203 | 1035 | 981  | 806  | 811  | 847  | 858  | 841  | 884  |
|               | 1869 | 1900 | 1921 | 1961 | 1980 | 2011 | 2016 | 2019 | 2021 | 2024 |